# 한봉수 (무술가)
한봉수(1933년 8월 25일 ~ 2007년 1월 8일)는 한국의 무술가로 국제 합기도 연맹의 창립자이다. 그는 합기도에 대한 다룬 책, 잡지 기사, 대중 영화에 참여함으로써 가장 인정받는 합기도 수련자 중 한 사람이었다. 그는 종종 미국에서 "합기도의 아버지"로 불린다.